# Alessandro Casadei
Alessandro Casadei (Città di San Marino, 23 dicembre 1972) è un ex calciatore sammarinese, di ruolo difensore.

## Carriera

### Club
Ha giocato in Italia con i dilettanti dell'Olympia Secchiano e a San Marino con il Faetano.

### Nazionale
Conta una presenza in Nazionale ottenuta nel 1996.